# Liste der Monuments historiques in Semuy
Die Liste der Monuments historiques in Semuy führt die Monuments historiques in der französischen Gemeinde Semuy auf.

## Liste der Immobilien
| Bezeichnung       | Beschreibung            | Standort            | Kennzeichnung | Schutzstatus | Datum | Bild           |
| ----------------- | ----------------------- | ------------------- | ------------- | ------------ | ----- | -------------- |
| Kirche St-Nicolas | aus dem 12. Jahrhundert | Rue de Voncq (Lage) | PA00078526    | Classé       | 1920  | weitere Bilder |

## Liste der Objekte
| Bezeichnung                                         | Beschreibung                                                             | Standort                        | Kennzeichnung | Schutzstatus | Datum | Bild |
| --------------------------------------------------- | ------------------------------------------------------------------------ | ------------------------------- | ------------- | ------------ | ----- | ---- |
| Skulptur Heiliger Nikolaus (1)                      | Holz, farbig gefasst, 15. oder 16. Jahrhundert                           | in der Kirche St-Nicolas (Lage) | PM08000517    | Classé       | 1966  |      |
| Skulptur Heiliger Nikolaus (2)                      | Stein, 16. Jahrhundert                                                   | in der Kirche St-Nicolas (Lage) | PM08000514    | Classé       | 1908  |      |
| Skulptur Madonna mit Kind                           | Stein, farbig gefasst, 17. oder 18. Jahrhundert                          | in der Kirche St-Nicolas (Lage) | PM08000516    | Classé       | 1966  |      |
| Hauptaltar                                          | Altartisch, Tabernakel und Retabel; Stein, Marmor, Holz, 18. Jahrhundert | in der Kirche St-Nicolas (Lage) | PM08000519    | Classé       | 1977  |      |
| Konsoltisch                                         | Holz, Marmor, 18. Jahrhundert                                            | in der Kirche St-Nicolas (Lage) | PM08000515    | Classé       | 1933  |      |
| Gemälde Der gekreuzigte Christus umgeben von Engeln | Ölfarbe auf Leinwand, 17. Jahrhundert; Kopie nach Charles Le Brun        | in der Kirche St-Nicolas (Lage) | PM08000518    | Classé       | 1977  |      |
| Skulptur eines heiligen Bischofs                    | Holz, farbig gefasst und vergoldet, 18. Jahrhundert                      | in der Kirche St-Nicolas (Lage) | PM08000981    | Inscrit      | 1976  |      |
| Skulptur Heiliger Stephan                           | Holz, farbig gefasst und vergoldet, 18. Jahrhundert                      | in der Kirche St-Nicolas (Lage) | PM08000982    | Inscrit      | 1976  |      |
| Altarkreuz                                          | Elfenbein, Holz, 18. Jahrhundert                                         | in der Kirche St-Nicolas (Lage) | PM08000980    | Inscrit      | 1976  |      |